# ستيفن ماكلولين (سياسي)
ستيفن ماكلولين (بالإنجليزية: Steven McLaughlin)‏ هو سياسي أمريكي، ولد في 4 أكتوبر 1963 في بوسطن في الولايات المتحدة. حزبياً، نشط في الحزب الجمهوري. وقد انتخب عضو جمعية ولاية نيويورك.